# Front Dalekowschodni
Front Dalekowschodni (ros. Дальневосточный фронт) – związek operacyjno-strategiczny Armii Czerwonej o kompetencjach administracyjnych i operacyjnych na dalekowschodnim terytorium ZSRR.

## Historia
Front utworzono 28 czerwca 1938 ze sztabem w Chabarowsku na bazie istniejącej na tym terenie od 1929 Samodzielnej Armii Dalekiego Wschodu.
Początkowo w składzie posiadał 1., 2. i 15 Armię. Stopniowo zwiększał swoją liczebność. Na początku 1941 w jego skład weszła 25 Armia. Do 25 kwietnia 1943 roku dowódcą frontu był gen. armii Iosif Apanasienko, a następnie po nim gen. płk (od 26 października 1944 gen. armii) Maksim Purkajew. Do 1945 osłaniał granice ZSRR na Dalekim Wschodzie przed ewentualnym uderzeniem wojsk japońskich.
W momencie wybuchu wojny z III Rzeszą front dysponował siłą 21 dywizji i kilku brygad. Między sierpniem a listopadem 1941 8 dywizji zostało przerzuconych na zachód dla wsparcia wojsk walczących z Wehrmachtem.
Jako zwarta formacja, przez większą część II wojny światowej front nie prowadził działań bojowych. Wiosną 1945 w jego skład wchodziły: 1., 2., 15., 25. i 35 Armia oraz 9. i 10 Armia Lotnicza. 13 marca 1945 roku z jego składu wydzielono Nadmorską Grupę Wojsk.
Od 5 sierpnia 1945 prowadził działania jako 2 Front Dalekowschodni (ros. 2-й Дальневосточный фронт). W czasie operacji kwantuńskiej uczestniczył w rozbiciu stacjonującej w Mandżurii japońskiej Armii Kwantuńskiej, jednakże głównym zgrupowaniem atakującym był Front Zabajkalski atakujący z rejonu jeziora Bajkał i z Mongolii. W jego skład wchodziły oddziały przeniesione z Europy po kapitulacji Niemiec. Dowódcą Frontu Zabajkalskiego był marszałek Rodion Malinowski.
10 września 1945 na bazie frontu powstał Dalekowschodni Okręg Wojskowy.

## Dowództwo Frontu Dalekowschodniego
Dowódcy frontu
- gen. płk (od 1940) Grigorij Sztern: 22 czerwca 1940 (rozkaz LKO nr 0073) – 14 stycznia 1941 (rozkaz LKO nr 0145)[1];
- gen. armii (od 1941) Iosif Apanasienko: 14 stycznia 1941 (rozkaz LKO nr 0145) – 25 kwietnia 1943;
- Maksim Purkajew: 25 kwietnia 1943 – 10 września 1945[3],[1].

Członkowie rady wojskowej
- komisarz armijny II rangi (od 1940) Nikołaj Biriukow: 22 czerwca 1940 (rozkaz LKO nr 0073) – 24 lutego 1941[1];
- komisarz korpuśny (od 1940) Aleksiej Żełtow: 24 lutego – 15 sierpnia 1941[1];
- F. Jakowlew (Ф.П. Яковлев): 15 sierpnia 1941 – 10 września 1945[3].

Szefowie sztabu
- gen. mjr (od 1940) Michaił Kuzniecow[4]: 22 czerwca 1940 (rozkaz LKO nr 0073) – 14 stycznia 1941 (rozkaz LKO nr 0145)[1];
- gen. por. (od 1940) Iwan Smorodinow: 14 stycznia 1941 (rozkaz LKO nr 0145) – 18 czerwca 1943[1];
- Fiodor Szewczenko: 18 sierpnia 1943 – 10 września 1945[3].

## Struktura organizacyjna
Skład (1945):
- 1 Armia
- 2 Armia
- 15 Armia
- 25 Armia
- 35 Armia
- 9 Armia Lotnicza
- 10 Armia Lotnicza